# Sovico
Sovico ist eine norditalienische Gemeinde (comune) mit 8323 Einwohnern (Stand 31. Dezember 2023) in der Provinz Monza und Brianza in der Lombardei. Die Gemeinde liegt etwa 7 Kilometer nördlich von Monza und etwa 20,5 Kilometer nordnordöstlich von Mailand am Lambro. An die Gemeinde grenzt der Parco della Valle del Lambro.

## Geschichte
Als lateinische Ortsbezeichnung wird für den Ort Summus vicus (höchster Hügel) angegeben. Erwähnungen sind für 879 und 998 nachgewiesen. Die Bedeutung des Ortes war aber bis in die beginnende Neuzeit eher marginal.

## Verkehr
An der Bahnstrecke Seregno–Ponte San Pietro besteht gemeinsam mit der Nachbargemeinde Macherio ein Bahnhof. Die frühere Straßenbahn von Monza nach Carate Brianza wurde 1960 eingestellt.